# Mangalore
Mangalore (Kannada: ಮಂಗಳೂರು, Mangaluru; Tulu: ಕುಡ್ಲ, Kudla; Konkani: ಕೊಡಿಯಾಲ್, Kodial; Beary bashe: ಮೈಕಲ, Maikala) is de belangrijkste havenstad van Karnataka, een deelstaat van India. Het is de op drie na grootste stad van Karnataka en is de hoofdstad van het district Dakshina Kannada in het uiterste zuidwesten van Karnataka.
Mangalore ligt in het zuidwesten van India, aan de Arabische Zee. De stad zelf heeft 398.745 inwoners (2001) en de totale agglomeratie 538.560 inwoners (2001).
De stad is vernoemd naar een tempel in de stad die gewijd is aan de  hindoeïstische godin Mangaladevi. De naam Mangalore is een verengelste versie van Mangaluru, de naam van de stad in de plaatselijke taal Kannada. In 2006 kondigde de deelstaatregering aan dat de Engelstalige naam van de stad waarschijnlijk veranderd zal worden in Mangalooru of Mangaluru.
De stad werd geregeerd door verschillende Indiase dynastieën tot de Portugezen de stad en het omliggende gebied in 1520 innamen. In 1695 werd de stad platgebrand door de Arabieren als straf voor Portugese handelsrestricties. Hyder Ali, heerser van Mysore, veroverde Mangalore in 1763. De stad bleef onder de heerschappij van Mysore tot de Britten tussen 1768 en 1794 de macht overnamen. Hyder Ali's zoon Tipoe Sultan heroverde het gebied weer, maar na zijn nederlaag tegen de Britten in 1799 viel de stad nogmaals in Britse handen. De stad was onderdeel van Brits-Indië tot de onafhankelijkheid van India in 1947. In 1956 ging de stad op in de deelstaat Karnataka.
De meeste inwoners van de stad zijn hindoes. De stad heeft ook een omvangrijke christelijke minderheid. Daarnaast zijn er islamitische en jaïnistische minderheden. Naast Engels worden Kannada (de officiële taal van Karnataka) en de plaatselijk taal Tulu gesproken. Ook de regionale talen Konkani en Beary bashe worden veel gesproken.
De economie van Mangalore wordt gedomineerd door de havenactiviteiten. Daarnaast is de IT-sector in Mangalore – niet ver gelegen van Bangalore, de "Silicon Valley van India" – sterk in opkomst.
De nieuwe, moderne haven van Mangalore, 10 kilometer ten noorden van de stad, is de 10e grootste goederenhaven van India. De stad heeft ook een luchthaven, Mangalore International Airport, op 20 kilometer afstand ten noordoosten van de stad. In 2006 werd een nieuwe, tweede landingsbaan geopend. Daarnaast ligt Mangalore aan drie nationale snelwegen, en spoorwegen naar Bangalore en (sinds 1998) Mumbai.

## Bekende inwoners van Mangalore

### Geboren
- Benegal Narsing Rau (1887–1953), rechtsgeleerde, rechter, diplomaat
- Aishwarya Rai (1973), actrice en voormalig miss world
- Shilpa Shetty (1975), model en actrice

## Afbeeldingen

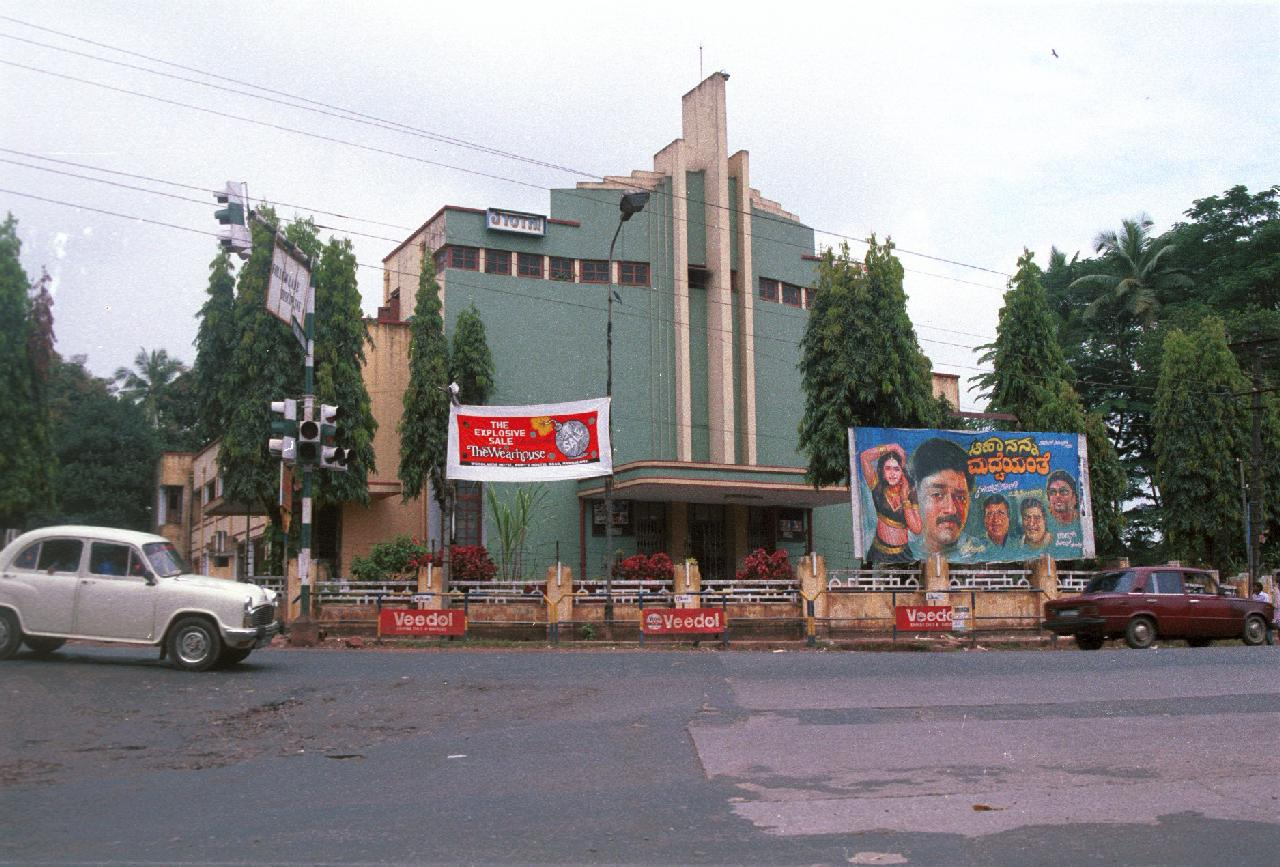
Jyothi Talkies, een art-deco-bioscoop in Mangalore
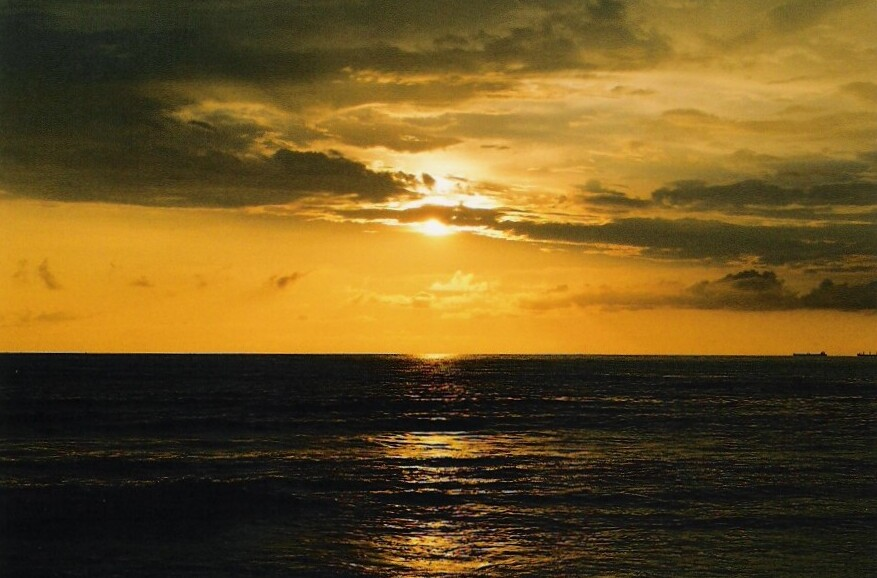
Uitzicht op zee vanaf het Panambur-strand in Mangalore